# Esqui cross-country nos Jogos Olímpicos de Inverno de 2006 - Velocidade por equipes masculino
A competição de velocidade por equipes masculino do esqui cross-country nos Jogos Olímpicos de Inverno de 2006 aconteceu no dia 14 de fevereiro.

## Medalhistas
| Ouro   | SWE Thobias Fredriksson e Björn Lind       |
| Prata  | NOR Jens Arne Svartedal e Tor Arne Hetland |
| Bronze | RUS Ivan Alypov e Vasili Rotchev           |

## Resultados

### Semifinais

#### Semifinal 1
| #  | País                | Tempo   | Dif.    | Nº | Esquiadores         | Esquiadores          |
| -- | ------------------- | ------- | ------- | -- | ------------------- | -------------------- |
| 1  | SWE Suécia          | 17:34.0 |         | 1  | Thobias Fredriksson | Bjoern Lind          |
| 2  | CZE República Checa | 17:34.9 | +0.9s   | 4  | Dusan Kozisek       | Martin Koukal        |
| 3  | SVK Eslováquia      | 17:36.1 | +2.1s   | 12 | Martin Bajcicak     | Ivan Batory          |
| 4  | FIN Finlândia       | 17:39.2 | +5.2s   | 3  | Keijo Kurttila      | Lauri Pyykonen       |
| 5  | KAZ Cazaquistão     | 17:42.6 | +8.6s   | 5  | Nikolay Chebotko    | Yevgeniy Koschevoy   |
| 6  | JPN Japão           | 17:46.6 | +12.6s  | 7  | Katsuhito Ebisawa   | Yuichi Onda          |
| 7  | EST Estônia         | 18:07.4 | +33.4s  | 2  | Priit Narusk        | Anti Saarepuu        |
| 8  | SLO Eslovênia       | 18:34.4 | +1:00.4 | 8  | Nejc Brodar         | Joze Mehle           |
| 9  | UKR Ucrânia         | 18:50.4 | +1:16.4 | 6  | Ivan Bilosyuk       | Vitaly Martsyv       |
| 10 | CHN China           | 18:57.4 | +1:23.4 | 9  | Geliang LI          | Ye Tian              |
| 11 | ROU Romênia         | 19:04.3 | +1:30.3 | 11 | Zsolt Antal         | Mihai Galiceanu      |
| 12 | TUR Turquia         | 19:46.5 | +2:12.5 | 13 | Sabahattin Oglago   | Muhammet Kizilarslan |
| -  | BLR Bielorrússia    | DNS     |         | 10 | Sergei Dolidovich   | Alexander Lasutkin   |

#### Semifinal 2
| #  | País               | Tempo   | Dif.    | Nº | Esquiadores          | Esquiadores         |
| -- | ------------------ | ------- | ------- | -- | -------------------- | ------------------- |
| 1  | NOR Noruega        | 17:22.1 |         | 14 | Jens Arne Svartedal  | Tor Arne Hetland    |
| 2  | RUS Rússia         | 17:22.2 | +0.1s   | 15 | Ivan Alypov          | Vassili Rotchev     |
| 3  | GER Alemanha       | 17:22.6 | +0.5s   | 20 | Jens Filbrich        | Andreas Schluetter  |
| 4  | ITA Itália         | 17:26.2 | +4.1s   | 21 | Freddy Schwienbacher | Giorgio di Centa    |
| 5  | POL Polônia        | 17:27.1 | +5.0s   | 16 | Maciej Kreczmer      | Janusz Krezelok     |
| 6  | CAN Canadá         | 17:31.2 | +9.1s   | 18 | Devon Kershaw        | George Grey         |
| 7  | USA Estados Unidos | 17:54.9 | +32.8s  | 17 | Chris Cook           | Andrew Newell       |
| 8  | SUI Suíça          | 18:00.6 | +38.5s  | 19 | Reto Burgermeister   | Christoph Eigenmann |
| 9  | AUT Áustria        | 18:12.2 | +50.1s  | 22 | Johannes Eder        | Juergen Pinter      |
| 10 | KOR Coreia do Sul  | 19:40.0 | +2:17.9 | 24 | Im-Heon Choi         | Byung Joo Park      |
| 11 | CRO Croácia        | 19:43.1 | +2:21.0 | 23 | Damir Jurcevic       | Denis Klobucar      |
| -  | ARM Armênia        | DNF     |         | 25 | Hovhannes Sargsyan   | Edmond Khachatryan  |

### Final
| #  | País                | Tempo   | Dif.   | Nº | Esquiadores          | Esquiadores        |
| -- | ------------------- | ------- | ------ | -- | -------------------- | ------------------ |
|    | SWE Suécia          | 17:02.9 |        | 1  | Thobias Fredriksson  | Bjoern Lind        |
|    | NOR Noruega         | 17:03.5 | +0.6s  | 14 | Jens Arne Svartedal  | Tor Arne Hetland   |
|    | RUS Rússia          | 17:05.2 | +2.3s  | 15 | Ivan Alypov          | Vassili Rotchev    |
| 4  | GER Alemanha        | 17:14.0 | +11.1s | 20 | Jens Filbrich        | Andreas Schluetter |
| 5  | FIN Finlândia       | 17:21.5 | +18.6s | 3  | Keijo Kurttila       | Lauri Pyykonen     |
| 6  | KAZ Cazaquistão     | 17:25.1 | +22.2s | 5  | Nikolay Chebotko     | Yevgeniy Koschevoy |
| 7  | POL Polônia         | 17:26.3 | +23.4s | 16 | Maciej Kreczmer      | Janusz Krezelok    |
| 8  | SVK Eslováquia      | 17:30.9 | +28.0s | 12 | Martin Bajcicak      | Ivan Batory        |
| 9  | ITA Itália          | 17:31.3 | +28.4s | 21 | Freddy Schwienbacher | Giorgio di Centa   |
| 10 | CZE República Checa | 17:49.6 | +46.7s | 4  | Dusan Kozisek        | Martin Koukal      |

Legenda
| Recorde mundial      | Recorde mundial (World record)               |                       | Recorde africano                      | Recorde africano (African) |                                           | Q | Classificado por posição (Qualified) |
| Recorde olímpico     | Recorde olímpico (Olympic record)            | Recorde da América    | Recorde da América (Americas)         | q                          | Classificado por melhor tempo (Qualified) |   |                                      |
| Melhor marca do ano  | Melhor marca do ano (World leading)          | Recorde asiático      | Recorde asiático (Asian)              | DNS                        | Não largou (Did not start)                |   |                                      |
| Recorde nacional     | Recorde nacional (National record)           | Recorde europeu       | Recorde europeu (European)            | DNF                        | Não terminou (Did not finish)             |   |                                      |
| Recorde pessoal      | Recorde pessoal do atleta (Personal best)    | Recorde da Oceania    | Recorde da Oceania (Oceania)          | DSQ / DQ                   | Desclassificado (Disqualified)            |   |                                      |
| Recorde da temporada | Recorde da temporada do atleta (Season best) | Recorde sul-americano | Recorde sul-americano (South America) | NM                         | Sem marca (No mark)                       |   |                                      |